# Święto Ogniowe
Święto Ogniowe – święto obchodzone dorocznie 11 maja w Żorach dla  przypomnienia tragicznego pożaru z 1702, który strawił sporą część miasta.

## Historia

### Rok 1702
11 maja 1702 roku, o godzinie 23:30, w centrum miasta wybuchł wielki pożar. Dość szybko rozprzestrzenił się na całą zabudowę rynkową i pobliskie domy.
Szkody wyrządzone przez kataklizm były olbrzymie. Niektórzy mieszkańcy w krótkiej chwili stracili dorobek całego życia. Solidarni żorzanie postanowili zorganizować błagalną procesję. W czasie pochodu na świeżym jeszcze rumowisku wznosili modły do Boga, prosząc o odwrócenie od nich klęski pożaru. Przyrzekli jednocześnie uczestniczyć w corocznych procesjach po ulicach miasta właśnie w tej intencji. W ten oto sposób narodziła się tradycja obchodów Święta Ogniowego.

### Lata okupacji
Do 1939 roku dzień 11 maja był dniem wolnym od pracy. Dzieci nie szły do szkoły, a rolnicy nie pracowali w polu. Sklepy i różne instytucje publiczne były pozamykane. W godzinach porannych odbywała się dziękczynna msza, a następnie uroczysta procesja ulicami miasta. Na przedzie pochodu szły dzieci i młodzież, za nimi orkiestra miejska, a później rzemieślnicy ze sztandarami i chorągwiami. Proboszcz parafii niósł pod baldachimem monstrancję z Najświętszym Sakramentem. Za duchownym podążał burmistrz i radni miasta oraz przedstawiciele różnych służb miejskich: strażacy, policjanci, czy kupcy. Na końcu szedł tłum mieszkańców. Po zakończeniu procesji, wracano do kościoła. Tam uroczyście śpiewano hymn dziękczynny  Te Deum laudamus (Ciebie Boga Wysławiamy). Po południu w Żorach odbywały się różne festyny w Dębinie oraz w strzelnicy na Kleszczówce.
Podczas okupacji hitlerowskiej mieszkańcy miasta nie uczestniczyli w procesji obchodów Święta Ogniowego. Do 1949 roku zaniechano również odbywania procesji na rynek ze względu na liczne zniszczenia pobliskiego kościoła. 

### Współcześnie

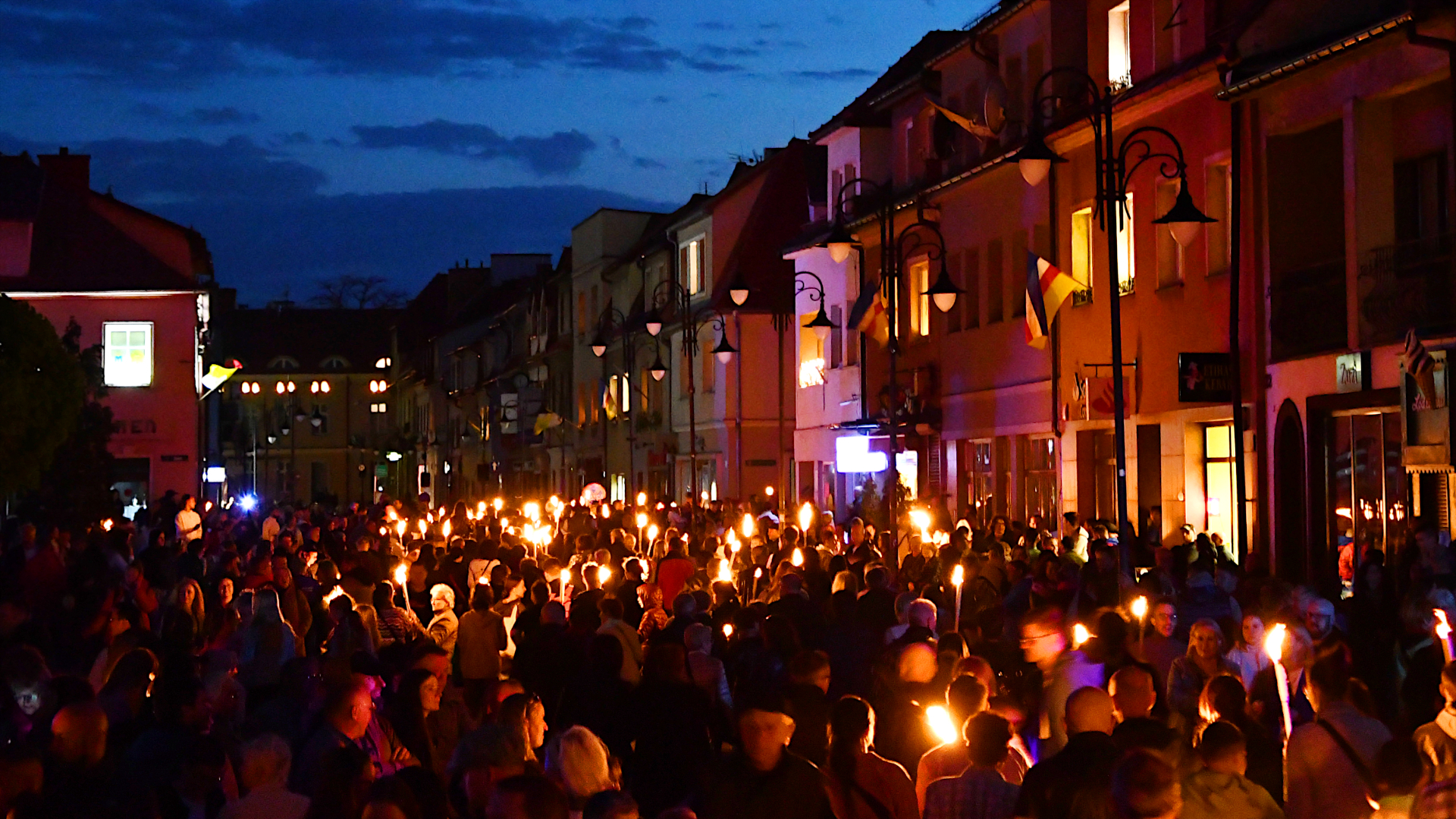
Procesja z pochodniami

W 1950, dzięki staraniom ówczesnego proboszcza, zaczęto na nowo kultywować tradycję. Po wieczornej, uroczystej mszy mieszkańcy miasta tłumnie uczestniczą w procesji wokół żorskiego rynku. Od 2013 roku organizowany jest nocny bieg uliczny po centrum miasta na trasie o długości około 5 km.
Jesienią 2009 mieszkańcy Żor doczekali się filmu dokumentalnego Święto Ogniowe – 300 lat tradycji. Inicjatorami tego przedsięwzięcia byli: Zbigniew Krówka oraz Grzegorz Granek ze Stowarzyszenia Inicjatyw Lokalnych „Progres”. Film powstał w dwóch wersjach – polskiej i angielskiej. Scenariusz napisał Rafał Cymorek, muzykę, specjalnie na tę okazję, skomponował Mariusz Bogaczyk.
W 2024 święto zostało wpisane na Krajową listę niematerialnego dziedzictwa kulturowego.